# Tomasz Pieńkowski
Tomasz Pieńkowski (ur. 15 czerwca 1983) – polski lekkoatleta specjalizujący się w skoku o tyczce, medalista mistrzostw Polski.

## Życiorys
Był zawodnikiem Sprintu Bielsko-Biała i AZS AWFiS Gdańsk.
Na mistrzostwach Polski seniorów wywalczył jeden medal w skoku o tyczce: srebrny w 2002.
Rekord życiowy w skoku o tyczce: 5,20 (27.06.2004).